# Rallye Finnland 1979
Die 29. Rallye Finnland (auch 1000-Seen-Rallye genannt) war der 7. Lauf zur Rallye-Weltmeisterschaft 1979. Sie fand vom 24. bis zum 28. August in der Region von Jyväskylä statt. Von den 47 geplanten Wertungsprüfungen wurden zwei (20 und 29) abgesagt.

## Klassifikationen

### Endergebnis
| Rang | Fahrer          | Co-Pilot          | Auto                 | Zeit (Std./Min./Sek.) | Rückstand Sieger (Min./Sek.) Rückstand V (Min./Sek.) |
| ---- | --------------- | ----------------- | -------------------- | --------------------- | ---------------------------------------------------- |
| 1    | Markku Alén     | Ilkka Kivimäki    | Fiat 131 Abarth      | 4:01:11               | 00:00                                                |
| 2    | Ari Vatanen     | David Richards    | Ford Escort RS1800   | 4:02:42               | 01:31                                                |
| 3    | Björn Waldegård | Claes Billstam    | Ford Escort RS1800   | 4:07:15               | 06:04 04:33                                          |
| 4    | Ulf Grönholm    | Bob Rehnström     | Fiat 131 Abarth      | 4:10:41               | 09:30 03:26                                          |
| 5    | Timo Salonen    | Seppo Harjanne    | Datsun 160J          | 4:11:50               | 10:39 01:09                                          |
| 6    | Lasse Lampi     | Pentti Kuukkala   | Ford Escort RS1800   | 4:14:14               | 13:03 02:24                                          |
| 7    | Tapio Rainio    | Erkky Nyman       | Toyota Celica 2000GT | 4:14:20               | 13:09 00:06                                          |
| 8    | Per Eklund      | Hans Sylvan       | Triumph TR7          | 4:17:48               | 16:37 03:28                                          |
| 9    | Erkki Pitkänen  | Juhani Paalama    | Datsun 160J          | 4:20:01               | 18:50 02:13                                          |
| 10   | Pekka Vilpponen | Rauno Kangasniemi | Ford Escort RS1800   | 4:20:24               | 19:13 00:23                                          |

Insgesamt wurden 74 von 128 gemeldeten Fahrzeuge klassiert:

### Fahrer-Weltmeisterschaft
| Pos. | Fahrer          | Punkte |
| ---- | --------------- | ------ |
| 1    | Björn Waldegård | 83     |
| 2    | Hannu Mikkola   | 71     |
| 3    | Markku Alén     | 54     |
| 4    | Ari Vatanen     | 28     |
| 5    | Timo Salonen    | 23     |

### Herstellerwertung
| Pos. | Team     | Punkte |
| ---- | -------- | ------ |
| 1    | Ford     | 102    |
| 2    | Datsun   | 63     |
| 3    | Fiat     | 59     |
| 4    | Toyota   | 26     |
| 5    | Vauxhall | 24     |